# 哈切 (喬治亞州)
哈切（英語：Hatcher）是位於美國喬治亞州奎特曼縣的一個非建制地區。該地的面積和人口皆未知。

## 地理
哈切的座標為31°48′04″N 85°00′49″W / 31.80111°N 85.01361°W，而該地的平均海拔高度為88米（即289英尺）。